# Mattanavile, Channarayapatna
Mattanavile là một làng thuộc tehsil Channarayapatna, huyện Hassan, bang Karnataka, Ấn Độ.